# IBU-Cup 2017/18
Der IBU-Cup 2017/18 wurde zwischen dem 22. November 2017 und dem 17. März 2018 ausgetragen. Die Wettkämpfe waren international besetzt und waren nach dem Biathlon-Weltcup 2017/18 die zweithöchste Wettkampfserie im Biathlon.
Titelverteidiger der Gesamtwertung waren Alexei Wolkow und Darja Wirolainen.
Höhepunkt der Saison waren die Biathlon-Europameisterschaften im italienischen Ridnaun. Die Wettkämpfe flossen auch in dieser Saison in die Wertung des IBU-Cups mit ein.
Zum ersten Mal wurde in dieser Saison die Disziplin Super-Sprint beim letzten IBU-Cup in Chanty-Mansijsk ausgetragen.

## Austragungsorte
|  |

|  |

|  |

|  |

| Sjusjøen |

| Osrblie |

| Arber |

|  |

|  |

|  |

|  |

| Sjusjøen |

| Osrblie |

| Arber |

| Ridnaun |

| Martell |

| Obertilliach |

| Lenzerheide |

| Ridnaun |

| Martell |

| Obertilliach |

| Lenzerheide |

| Chanty-Mansijsk |

| Uwat |

| Chanty-Mansijsk |

| Uwat |

## Wettkampfkalender
| Datum                         | Ort             | Wettkämpfe                                                      |
| ----------------------------- | --------------- | --------------------------------------------------------------- |
| 22.–26. November 2017         | Sjusjøen        | Sprint, Sprint, Single-Mixed-Staffel, Mixed-Staffel             |
| 7.–10. Dezember 2017          | Lenzerheide     | Single-Mixed-Staffel, Mixed-Staffel, Sprint, Verfolgung         |
| 13.–17. Dezember 2017         | Obertilliach    | Einzel, Sprint, Single-Mixed-Staffel, Mixed-Staffel             |
| 5.–7. Januar 2018             | Osrblie         | Sprint, Sprint                                                  |
| 10.–13. Januar 2018           | Arber           | Einzel, Sprint                                                  |
| 23.–28. Januar 2018 (EM 2018) | Ridnaun         | Einzel, Sprint, Verfolgung, Single-Mixed-Staffel, Mixed-Staffel |
| 1.–3. Februar 2018            | Martell         | Sprint, Verfolgung                                              |
| 9.–11. März 2018              | Uwat            | Einzel, Sprint                                                  |
| 13.–17. März 2018             | Chanty-Mansijsk | Super-Sprint, Sprint, Verfolgung                                |

## Frauen
| 1. IBU-Cup in Sjusjøen, 22.–26. November 2017 | 1. IBU-Cup in Sjusjøen, 22.–26. November 2017 | 1. IBU-Cup in Sjusjøen, 22.–26. November 2017 | 1. IBU-Cup in Sjusjøen, 22.–26. November 2017 | 1. IBU-Cup in Sjusjøen, 22.–26. November 2017 |
| --------------------------------------------- | --------------------------------------------- | --------------------------------------------- | --------------------------------------------- | --------------------------------------------- |
| Datum                                         | Disziplin                                     | Erster Platz                                  | Zweiter Platz                                 | Dritter Platz                                 |
| 23. November 2017 (Do.)                       | Sprint (7,5 km)                               | Uljana Kaischewa                              | Thekla Brun-Lie                               | Olga Jakuschowa                               |
| 25. November 2017 (Sa.)                       | Sprint (7,5 km)                               | Denise Herrmann                               | Katharina Innerhofer                          | Thekla Brun-Lie                               |

| 2. IBU-Cup in Lenzerheide, 7.–10. Dezember 2017 | 2. IBU-Cup in Lenzerheide, 7.–10. Dezember 2017 | 2. IBU-Cup in Lenzerheide, 7.–10. Dezember 2017 | 2. IBU-Cup in Lenzerheide, 7.–10. Dezember 2017 | 2. IBU-Cup in Lenzerheide, 7.–10. Dezember 2017 |
| ----------------------------------------------- | ----------------------------------------------- | ----------------------------------------------- | ----------------------------------------------- | ----------------------------------------------- |
| Datum                                           | Disziplin                                       | Erster Platz                                    | Zweiter Platz                                   | Dritter Platz                                   |
| 9. Dezember 2017 (Sa.)                          | Sprint (7,5 km)                                 | Uljana Kaischewa                                | Olga Abramowa                                   | Julija Schurawok                                |
| 10. Dezember 2017 (So.)                         | Verfolgung (10 km)                              | Uljana Kaischewa                                | Darja Wirolainen                                | Chloé Chevalier                                 |

| 3. IBU-Cup in Obertilliach, 13.–17. Dezember 2017 | 3. IBU-Cup in Obertilliach, 13.–17. Dezember 2017 | 3. IBU-Cup in Obertilliach, 13.–17. Dezember 2017 | 3. IBU-Cup in Obertilliach, 13.–17. Dezember 2017 | 3. IBU-Cup in Obertilliach, 13.–17. Dezember 2017 |
| ------------------------------------------------- | ------------------------------------------------- | ------------------------------------------------- | ------------------------------------------------- | ------------------------------------------------- |
| Datum                                             | Disziplin                                         | Erster Platz                                      | Zweiter Platz                                     | Dritter Platz                                     |
| 14. Dezember 2017 (Do.)                           | Einzel (15 km)                                    | Monika Hojnisz                                    | Karolin Horchler                                  | Elisa Gasparin                                    |
| 16. Dezember 2017 (Sa.)                           | Sprint (7,5 km)                                   | Karolin Horchler                                  | Julia Simon                                       | Uljana Kaischewa                                  |

| 4. IBU-Cup in Osrblie, 5.–7. Januar 2018 | 4. IBU-Cup in Osrblie, 5.–7. Januar 2018 | 4. IBU-Cup in Osrblie, 5.–7. Januar 2018 | 4. IBU-Cup in Osrblie, 5.–7. Januar 2018 | 4. IBU-Cup in Osrblie, 5.–7. Januar 2018 |
| ---------------------------------------- | ---------------------------------------- | ---------------------------------------- | ---------------------------------------- | ---------------------------------------- |
| Datum                                    | Disziplin                                | Erster Platz                             | Zweiter Platz                            | Dritter Platz                            |
| 6. Januar 2018 (Sa.)                     | Sprint (7,5 km)                          | Uljana Kaischewa                         | Chloé Chevalier                          | Kaia Wøien Nicolaisen                    |
| 7. Januar 2018 (So.)                     | Sprint (7,5 km)                          | Uljana Kaischewa                         | Irina Uslugina                           | Karolin Horchler                         |

| 5. IBU-Cup am Arber, 10–13. Januar 2018 | 5. IBU-Cup am Arber, 10–13. Januar 2018 | 5. IBU-Cup am Arber, 10–13. Januar 2018 | 5. IBU-Cup am Arber, 10–13. Januar 2018 | 5. IBU-Cup am Arber, 10–13. Januar 2018 |
| --------------------------------------- | --------------------------------------- | --------------------------------------- | --------------------------------------- | --------------------------------------- |
| Datum                                   | Disziplin                               | Erster Platz                            | Zweiter Platz                           | Dritter Platz                           |
| 11. Januar 2018 (Do.)                   | Einzel (15 km)                          | Nadine Horchler                         | Thekla Brun-Lie                         | Anna Weidel                             |
| 13. Januar 2018 (Sa.)                   | Sprint (7,5 km)                         | Hilde Fenne                             | Walerija Wasnezowa                      | Kristina Reszowa                        |

| Europameisterschaften in Ridnaun, 23.–28. Januar 2018 | Europameisterschaften in Ridnaun, 23.–28. Januar 2018 | Europameisterschaften in Ridnaun, 23.–28. Januar 2018 | Europameisterschaften in Ridnaun, 23.–28. Januar 2018 | Europameisterschaften in Ridnaun, 23.–28. Januar 2018 |
| ----------------------------------------------------- | ----------------------------------------------------- | ----------------------------------------------------- | ----------------------------------------------------- | ----------------------------------------------------- |
| Datum                                                 | Disziplin                                             | Erster Platz                                          | Zweiter Platz                                         | Dritter Platz                                         |
| 24. Januar 2018 (Mi.)                                 | Einzel (15 km)                                        | Chloé Chevalier                                       | Alexia Runggaldier                                    | Wiktorija Sliwko                                      |
| 26. Januar 2018 (Fr.)                                 | Sprint (7,5 km)                                       | Iryna Warwynez                                        | Chloé Chevalier                                       | Fuyuko Tachizaki                                      |
| 27. Januar 2018 (Sa.)                                 | Verfolgung (10 km)                                    | Chloé Chevalier                                       | Iryna Warwynez                                        | Julia Simon                                           |

| 6. IBU-Cup in Martell, 1.–3. Februar 2018 | 6. IBU-Cup in Martell, 1.–3. Februar 2018 | 6. IBU-Cup in Martell, 1.–3. Februar 2018 | 6. IBU-Cup in Martell, 1.–3. Februar 2018 | 6. IBU-Cup in Martell, 1.–3. Februar 2018 |
| ----------------------------------------- | ----------------------------------------- | ----------------------------------------- | ----------------------------------------- | ----------------------------------------- |
| Datum                                     | Disziplin                                 | Erster Platz                              | Zweiter Platz                             | Dritter Platz                             |
| 2. Februar 2018 (Fr.)                     | Sprint (7,5 km)                           | Wiktorija Sliwko                          | Anastassija Sagoruiko                     | Enora Latuillière                         |
| 3. Februar 2018 (Sa.)                     | Verfolgung (10 km)                        | Anastassija Sagoruiko                     | Chloé Chevalier                           | Karolin Horchler                          |

| 7. IBU-Cup in Uwat, 9.–11. März 2018 | 7. IBU-Cup in Uwat, 9.–11. März 2018 | 7. IBU-Cup in Uwat, 9.–11. März 2018 | 7. IBU-Cup in Uwat, 9.–11. März 2018 | 7. IBU-Cup in Uwat, 9.–11. März 2018 |
| ------------------------------------ | ------------------------------------ | ------------------------------------ | ------------------------------------ | ------------------------------------ |
| Datum                                | Disziplin                            | Erster Platz                         | Zweiter Platz                        | Dritter Platz                        |
| 10. März 2018 (Sa.)                  | Einzel (15 km)                       | Irina Uslugina                       | Julija Schurawok                     | Jewgenija Pawlowa                    |
| 11. März 2018 (So.)                  | Sprint (7,5 km)                      | Jewgenija Pawlowa                    | Karolin Horchler                     | Julija Schurawok                     |

| 8. IBU-Cup in Chanty-Mansijsk, 13.–17. März 2018 | 8. IBU-Cup in Chanty-Mansijsk, 13.–17. März 2018 | 8. IBU-Cup in Chanty-Mansijsk, 13.–17. März 2018 | 8. IBU-Cup in Chanty-Mansijsk, 13.–17. März 2018 | 8. IBU-Cup in Chanty-Mansijsk, 13.–17. März 2018 |
| ------------------------------------------------ | ------------------------------------------------ | ------------------------------------------------ | ------------------------------------------------ | ------------------------------------------------ |
| Datum                                            | Disziplin                                        | Erster Platz                                     | Zweiter Platz                                    | Dritter Platz                                    |
| 14. März 2018 (Mi.)                              | Super-Sprint (4 km)                              | Karolin Horchler                                 | Nadine Horchler                                  | Tamara Woronina                                  |
| 16. März 2018 (Fr.)                              | Sprint (7,5 km)                                  | Julia Schwaiger                                  | Anastassija Jegorowa                             | Irina Uslugina                                   |
| 17. März 2018 (Sa.)                              | Verfolgung (10 km)                               | Irina Uslugina                                   | Anastassija Jegorowa                             | Karolin Horchler                                 |

### Pokalwertungen Frauen
| Endstand nach 20 Rennen (Top 10) |                       |        |       |
| \| Rang \| Name \| Punkte \| Siege \| \| ---- \| --------------------- \| ------ \| ----- \| \| 01 \| Karolin Horchler \| 675 \| 2 \| \| 02 \| Chloé Chevalier \| 613 \| 2 \| \| 03 \| Nadine Horchler \| 604 \| 1 \| \| 04 \| Irina Uslugina \| 490 \| 2 \| \| 05 \| Enora Latuillière \| 458 \| 0 \| \| 06 \| Luise Kummer \| 419 \| 0 \| \| 07 \| Kristina Reszowa \| 406 \| 0 \| \| 08 \| Uljana Kaischewa \| 404 \| 5 \| \| 09 \| Anastassija Sagoruiko \| 394 \| 1 \| \| 10 \| Julija Schurawok \| 382 \| 0 \| |                       |        |       |
| Rang | Name                  | Punkte | Siege |
| 01 | Karolin Horchler      | 675    | 2     |
| 02 | Chloé Chevalier       | 613    | 2     |
| 03 | Nadine Horchler       | 604    | 1     |
| 04 | Irina Uslugina        | 490    | 2     |
| 05 | Enora Latuillière     | 458    | 0     |
| 06 | Luise Kummer          | 419    | 0     |
| 07 | Kristina Reszowa      | 406    | 0     |
| 08 | Uljana Kaischewa      | 404    | 5     |
| 09 | Anastassija Sagoruiko | 394    | 1     |
| 10 | Julija Schurawok      | 382    | 0     |

| Rang | Name                       | Punkte | Siege |
| ---- | -------------------------- | ------ | ----- |
| 01   | Karolin Horchler           | 424    | 2     |
| 02   | Nadine Horchler            | 384    | 0     |
| 03   | Chloé Chevalier            | 337    | 0     |
| 04   | Irina Uslugina             | 322    | 0     |
| 05   | Uljana Kaischewa           | 315    | 4     |
| 06   | Kristina Reszowa           | 293    | 0     |
| 07   | Enora Latuillière          | 286    | 0     |
| 08   | Luise Kummer               | 241    | 0     |
| 09   | Karoline Offigstad Knotten | 215    | 0     |
| 10   | Julija Schurawok           | 213    | 0     |

| Rang | Name                  | Punkte | Siege |
| ---- | --------------------- | ------ | ----- |
| 01   | Chloé Chevalier       | 191    | 1     |
| 02   | Karolin Horchler      | 123    | 0     |
| 03   | Anastassija Sagoruiko | 122    | 1     |
| 04   | Nadine Horchler       | 117    | 0     |
| 05   | Irina Uslugina        | 108    | 1     |
| 06   | Darja Wirolainen      | 097    | 0     |
| 07   | Enora Latuillière     | 094    | 0     |
| 08   | Luise Kummer          | 091    | 0     |
| 09   | Janina Hettich        | 084    | 0     |
| 10   | Kristina Reszowa      | 082    | 0     |

| Rang | Name                       | Punkte | Siege |
| ---- | -------------------------- | ------ | ----- |
| 01   | Nadine Horchler            | 135    | 1     |
| 02   | Julija Schurawok           | 131    | 0     |
| 03   | Karolin Horchler           | 128    | 0     |
| 04   | Karoline Offigstad Knotten | 098    | 0     |
| 05   | Alexia Runggaldier         | 094    | 0     |
| 06   | Olga Abramowa              | 089    | 0     |
| 07   | Luise Kummer               | 087    | 0     |
| 08   | Chloé Chevalier            | 085    | 1     |
| 09   | Anastassija Sagoruiko      | 079    | 0     |
| 10   | Enora Latuillière          | 078    | 0     |

| Endstand nach 24 Rennen (Top 10) |             |        |       |
| \| Rang \| Nation \| Punkte \| Siege \| \| ---- \| ----------- \| ------ \| ----- \| \| 01 \| Russland \| 7698 \| 9 \| \| 02 \| Deutschland \| 7148 \| 4 \| \| 03 \| Norwegen \| 6632 \| 4 \| \| 04 \| Ukraine \| 6349 \| 2 \| \| 05 \| Schweden \| 6164 \| 0 \| \| 06 \| Frankreich \| 5898 \| 3 \| \| 07 \| Österreich \| 5769 \| 1 \| \| 08 \| Polen \| 5453 \| 1 \| \| 09 \| Schweiz \| 5237 \| 0 \| \| 10 \| Tschechien \| 5010 \| 0 \| |             |        |       |
| Rang | Nation      | Punkte | Siege |
| 01 | Russland    | 7698   | 9     |
| 02 | Deutschland | 7148   | 4     |
| 03 | Norwegen    | 6632   | 4     |
| 04 | Ukraine     | 6349   | 2     |
| 05 | Schweden    | 6164   | 0     |
| 06 | Frankreich  | 5898   | 3     |
| 07 | Österreich  | 5769   | 1     |
| 08 | Polen       | 5453   | 1     |
| 09 | Schweiz     | 5237   | 0     |
| 10 | Tschechien  | 5010   | 0     |

## Männer
| 1. IBU-Cup in Sjusjøen, 22.–26. November 2017 | 1. IBU-Cup in Sjusjøen, 22.–26. November 2017 | 1. IBU-Cup in Sjusjøen, 22.–26. November 2017 | 1. IBU-Cup in Sjusjøen, 22.–26. November 2017 | 1. IBU-Cup in Sjusjøen, 22.–26. November 2017 |
| --------------------------------------------- | --------------------------------------------- | --------------------------------------------- | --------------------------------------------- | --------------------------------------------- |
| Datum                                         | Disziplin                                     | Erster Platz                                  | Zweiter Platz                                 | Dritter Platz                                 |
| 23. November 2017 (Do.)                       | Sprint (10 km)                                | Émilien Jacquelin                             | Johannes Kühn                                 | Alexei Slepow                                 |
| 25. November 2017 (Sa.)                       | Sprint (10 km)                                | Tarjei Bø                                     | Fredrik Gjesbakk                              | Eduard Latypow                                |

| 2. IBU-Cup in Lenzerheide, 7.–10. Dezember 2017 | 2. IBU-Cup in Lenzerheide, 7.–10. Dezember 2017 | 2. IBU-Cup in Lenzerheide, 7.–10. Dezember 2017 | 2. IBU-Cup in Lenzerheide, 7.–10. Dezember 2017 | 2. IBU-Cup in Lenzerheide, 7.–10. Dezember 2017 |
| ----------------------------------------------- | ----------------------------------------------- | ----------------------------------------------- | ----------------------------------------------- | ----------------------------------------------- |
| Datum                                           | Disziplin                                       | Erster Platz                                    | Zweiter Platz                                   | Dritter Platz                                   |
| 9. Dezember 2017 (Sa.)                          | Sprint (10 km)                                  | Antonin Guigonnat                               | Vegard Gjermundshaug                            | Fredrik Gjesbakk                                |
| 10. Dezember 2017 (So.)                         | Verfolgung (12,5 km)                            | Antonin Guigonnat                               | Fredrik Gjesbakk                                | Alexei Slepow                                   |

| 3. IBU-Cup in Obertilliach, 13.–17. Dezember 2017 | 3. IBU-Cup in Obertilliach, 13.–17. Dezember 2017 | 3. IBU-Cup in Obertilliach, 13.–17. Dezember 2017 | 3. IBU-Cup in Obertilliach, 13.–17. Dezember 2017 | 3. IBU-Cup in Obertilliach, 13.–17. Dezember 2017 |
| ------------------------------------------------- | ------------------------------------------------- | ------------------------------------------------- | ------------------------------------------------- | ------------------------------------------------- |
| Datum                                             | Disziplin                                         | Erster Platz                                      | Zweiter Platz                                     | Dritter Platz                                     |
| 14. Dezember 2017 (Do.)                           | Einzel (20 km)                                    | Vetle Sjåstad Christiansen                        | Michael Rösch                                     | Wladimir Semakow                                  |
| 16. Dezember 2017 (Sa.)                           | Sprint (10 km)                                    | Dmitri Malyschko                                  | Eduard Latypow                                    | Émilien Jacquelin                                 |

| 4. IBU-Cup in Osrblie, 5.–7. Januar 2018 | 4. IBU-Cup in Osrblie, 5.–7. Januar 2018 | 4. IBU-Cup in Osrblie, 5.–7. Januar 2018 | 4. IBU-Cup in Osrblie, 5.–7. Januar 2018 | 4. IBU-Cup in Osrblie, 5.–7. Januar 2018 |
| ---------------------------------------- | ---------------------------------------- | ---------------------------------------- | ---------------------------------------- | ---------------------------------------- |
| Datum                                    | Disziplin                                | Erster Platz                             | Zweiter Platz                            | Dritter Platz                            |
| 6. Januar 2018 (Sa.)                     | Sprint (10 km)                           | Simon Fourcade                           | Fredrik Gjesbakk                         | Vegard Gjermundshaug                     |
| 7. Januar 2018 (So.)                     | Sprint (10 km)                           | Vegard Gjermundshaug                     | Simon Fourcade                           | Florian Graf                             |

| 5. IBU-Cup am Arber, 10–13. Januar 2018 | 5. IBU-Cup am Arber, 10–13. Januar 2018 | 5. IBU-Cup am Arber, 10–13. Januar 2018 | 5. IBU-Cup am Arber, 10–13. Januar 2018 | 5. IBU-Cup am Arber, 10–13. Januar 2018 |
| --------------------------------------- | --------------------------------------- | --------------------------------------- | --------------------------------------- | --------------------------------------- |
| Datum                                   | Disziplin                               | Erster Platz                            | Zweiter Platz                           | Dritter Platz                           |
| 11. Januar 2018 (Do.)                   | Einzel (20 km)                          | Jean-Guillaume Béatrix                  | Pjotr Paschtschenko                     | Uladsimir Tschapelin                    |
| 13. Januar 2018 (Sa.)                   | Sprint (10 km)                          | Vetle Sjåstad Christiansen              | Émilien Jacquelin                       | Fredrik Gjesbakk                        |

| Europameisterschaften in Ridnaun, 23.–28. Januar 2018 | Europameisterschaften in Ridnaun, 23.–28. Januar 2018 | Europameisterschaften in Ridnaun, 23.–28. Januar 2018 | Europameisterschaften in Ridnaun, 23.–28. Januar 2018 | Europameisterschaften in Ridnaun, 23.–28. Januar 2018 |
| ----------------------------------------------------- | ----------------------------------------------------- | ----------------------------------------------------- | ----------------------------------------------------- | ----------------------------------------------------- |
| Datum                                                 | Disziplin                                             | Erster Platz                                          | Zweiter Platz                                         | Dritter Platz                                         |
| 24. Januar 2018 (Mi.)                                 | Einzel (20 km)                                        | Felix Leitner                                         | Tomáš Krupčík                                         | Philipp Horn                                          |
| 26. Januar 2018 (Fr.)                                 | Sprint (10 km)                                        | Andrejs Rastorgujevs                                  | Alexander Loginow                                     | Krassimir Anew                                        |
| 27. Januar 2018 (Sa.)                                 | Verfolgung (12,5 km)                                  | Alexander Loginow                                     | Krassimir Anew                                        | Jewgeni Garanitschew                                  |

| 6. IBU-Cup in Martell, 1.–3. Februar 2018 | 6. IBU-Cup in Martell, 1.–3. Februar 2018 | 6. IBU-Cup in Martell, 1.–3. Februar 2018 | 6. IBU-Cup in Martell, 1.–3. Februar 2018 | 6. IBU-Cup in Martell, 1.–3. Februar 2018 |
| ----------------------------------------- | ----------------------------------------- | ----------------------------------------- | ----------------------------------------- | ----------------------------------------- |
| Datum                                     | Disziplin                                 | Erster Platz                              | Zweiter Platz                             | Dritter Platz                             |
| 2. Februar 2018 (Fr.)                     | Sprint (10 km)                            | Alexander Loginow                         | Fredrik Gjesbakk                          | Simon Fourcade                            |
| 3. Februar 2018 (Sa.)                     | Verfolgung (12,5 km)                      | Alexander Loginow                         | Dmitri Malyschko                          | Håvard Bogetveit                          |

| 7. IBU-Cup in Uwat, 9.–11. März 2018 | 7. IBU-Cup in Uwat, 9.–11. März 2018 | 7. IBU-Cup in Uwat, 9.–11. März 2018 | 7. IBU-Cup in Uwat, 9.–11. März 2018 | 7. IBU-Cup in Uwat, 9.–11. März 2018 |
| ------------------------------------ | ------------------------------------ | ------------------------------------ | ------------------------------------ | ------------------------------------ |
| Datum                                | Disziplin                            | Erster Platz                         | Zweiter Platz                        | Dritter Platz                        |
| 10. März 2018 (Sa.)                  | Einzel (20 km)                       | Fabien Claude                        | Vetle Sjåstad Christiansen           | Alexander Loginow                    |
| 11. März 2018 (So.)                  | Sprint (10 km)                       | Alexander Loginow                    | Alexei Slepow                        | Philipp Nawrath                      |

| 8. IBU-Cup in Chanty-Mansijsk, 13.–17. März 2018 | 8. IBU-Cup in Chanty-Mansijsk, 13.–17. März 2018 | 8. IBU-Cup in Chanty-Mansijsk, 13.–17. März 2018 | 8. IBU-Cup in Chanty-Mansijsk, 13.–17. März 2018 | 8. IBU-Cup in Chanty-Mansijsk, 13.–17. März 2018 |
| ------------------------------------------------ | ------------------------------------------------ | ------------------------------------------------ | ------------------------------------------------ | ------------------------------------------------ |
| Datum                                            | Disziplin                                        | Erster Platz                                     | Zweiter Platz                                    | Dritter Platz                                    |
| 14. März 2018 (Mi.)                              | Super-Sprint (4 km)                              | Vetle Sjåstad Christiansen                       | Lorenz Wäger                                     | Wassili Tomschin                                 |
| 16. März 2018 (Fr.)                              | Sprint (10 km)                                   | Alexei Slepow                                    | Alexander Loginow                                | Vetle Sjåstad Christiansen                       |
| 17. März 2018 (Sa.)                              | Verfolgung (12,5 km)                             | Alexander Loginow                                | Alexei Slepow                                    | Florian Graf                                     |

### Pokalwertung Männer
| Endstand nach 20 Rennen (Top 10) |                            |        |       |
| \| Rang \| Name \| Punkte \| Siege \| \| ---- \| -------------------------- \| ------ \| ----- \| \| 01 \| Vetle Sjåstad Christiansen \| 721 \| 3 \| \| 02 \| Fredrik Gjesbakk \| 587 \| 0 \| \| 03 \| Pjotr Paschtschenko \| 571 \| 0 \| \| 04 \| Fabien Claude \| 540 \| 1 \| \| 05 \| Vegard Gjermundshaug \| 530 \| 1 \| \| 06 \| Alexei Slepow \| 475 \| 1 \| \| 07 \| Alexander Loginow \| 456 \| 5 \| \| 08 \| Florian Graf \| 441 \| 0 \| \| 09 \| Aslak Nenseter \| 432 \| 0 \| \| 010 \| Håvard Bogetveit \| 418 \| 0 \| |                            |        |       |
| Rang | Name                       | Punkte | Siege |
| 01 | Vetle Sjåstad Christiansen | 721    | 3     |
| 02 | Fredrik Gjesbakk           | 587    | 0     |
| 03 | Pjotr Paschtschenko        | 571    | 0     |
| 04 | Fabien Claude              | 540    | 1     |
| 05 | Vegard Gjermundshaug       | 530    | 1     |
| 06 | Alexei Slepow              | 475    | 1     |
| 07 | Alexander Loginow          | 456    | 5     |
| 08 | Florian Graf               | 441    | 0     |
| 09 | Aslak Nenseter             | 432    | 0     |
| 010 | Håvard Bogetveit           | 418    | 0     |

| Rang | Name                       | Punkte | Siege |
| ---- | -------------------------- | ------ | ----- |
| 01   | Vetle Sjåstad Christiansen | 423    | 2     |
| 02   | Fredrik Gjesbakk           | 386    | 0     |
| 03   | Pjotr Paschtschenko        | 363    | 0     |
| 04   | Vegard Gjermundshaug       | 348    | 0     |
| 05   | Alexei Slepow              | 297    | 1     |
| 06   | Fabien Claude              | 285    | 0     |
| 07   | Eduard Latypow             | 274    | 0     |
| 08   | Aslak Nenseter             | 252    | 0     |
| 09   | Håvard Bogetveit           | 231    | 0     |
| 010  | Philipp Nawrath            | 230    | 0     |

| Rang | Name                       | Punkte | Siege |
| ---- | -------------------------- | ------ | ----- |
| 01   | Fabien Claude              | 160    | 1     |
| 02   | Vetle Sjåstad Christiansen | 139    | 1     |
| 03   | Florian Graf               | 116    | 0     |
| 04   | Pjotr Paschtschenko        | 114    | 0     |
| 05   | Tomáš Krupčík              | 103    | 0     |
| 06   | Jean Guillaume Beatrix     | 95     | 1     |
| 07   | Philipp Horn               | 94     | 0     |
| 08   | Vegard Gjermundshaug       | 91     | 0     |
| 09   | Semjon Sutschilow          | 91     | 0     |
| 010  | Aslak Nenseter             | 90     | 0     |

## Mixed
| 1. IBU-Cup in Sjusjøen, 22.–26. November 2017 | 1. IBU-Cup in Sjusjøen, 22.–26. November 2017 | 1. IBU-Cup in Sjusjøen, 22.–26. November 2017                              | 1. IBU-Cup in Sjusjøen, 22.–26. November 2017                        | 1. IBU-Cup in Sjusjøen, 22.–26. November 2017                            |
| --------------------------------------------- | --------------------------------------------- | -------------------------------------------------------------------------- | -------------------------------------------------------------------- | ------------------------------------------------------------------------ |
| Datum                                         | Disziplin                                     | Erster Platz                                                               | Zweiter Platz                                                        | Dritter Platz                                                            |
| 26. November 2017 (So.)                       | Single-Mixed-Staffel (4 × 3 km + 1,5 km)      | FrankreichJulia Simon Antonin Guigonnat                                    | SchwedenElisabeth Högberg Tobias Arwidson                            | ÖsterreichKatharina Innerhofer David Komatz                              |
| 26. November 2017 (So.)                       | Mixed-Staffel (2 × 6 km + 2 × 7,5 km)         | RusslandUljana Kaischewa Irina Uslugina Alexander Powarnizyn Alexei Slepow | FrankreichColine Varcin Chloé Chevalier Clément Dumont Fabien Claude | DeutschlandNadine Horchler Marie Heinrich Michael Willeitner David Zobel |

| 2. IBU-Cup in Lenzerheide, 7.–10. Dezember 2017 | 2. IBU-Cup in Lenzerheide, 7.–10. Dezember 2017 | 2. IBU-Cup in Lenzerheide, 7.–10. Dezember 2017                          | 2. IBU-Cup in Lenzerheide, 7.–10. Dezember 2017                                    | 2. IBU-Cup in Lenzerheide, 7.–10. Dezember 2017                         |
| ----------------------------------------------- | ----------------------------------------------- | ------------------------------------------------------------------------ | ---------------------------------------------------------------------------------- | ----------------------------------------------------------------------- |
| Datum                                           | Disziplin                                       | Erster Platz                                                             | Zweiter Platz                                                                      | Dritter Platz                                                           |
| 8. Dezember 2017 (Fr.)                          | Single-Mixed-Staffel (4 × 3 km + 1,5 km)        | NorwegenThekla Brun-Lie Vetle Sjåstad Christiansen                       | FrankreichJulia Simon Antonin Guigonnat                                            | RusslandKristina Reszowa Alexei Wolkow                                  |
| 8. Dezember 2017 (Fr.)                          | Mixed-Staffel (2 × 6 km + 2 × 7,5 km)           | FrankreichEnora Latuillière Chloé Chevalier Clément Dumont Fabien Claude | RusslandIrina Uslugina Walerija Wasnezowa Pjotr Paschtschenko Alexander Powarnizyn | DeutschlandNadine Horchler Luise Kummer Michael Willeitner Florian Graf |

| 3. IBU-Cup in Obertilliach, 13.–17. Dezember 2017 | 3. IBU-Cup in Obertilliach, 13.–17. Dezember 2017 | 3. IBU-Cup in Obertilliach, 13.–17. Dezember 2017                                                 | 3. IBU-Cup in Obertilliach, 13.–17. Dezember 2017                  | 3. IBU-Cup in Obertilliach, 13.–17. Dezember 2017                    |
| ------------------------------------------------- | ------------------------------------------------- | ------------------------------------------------------------------------------------------------- | ------------------------------------------------------------------ | -------------------------------------------------------------------- |
| Datum                                             | Disziplin                                         | Erster Platz                                                                                      | Zweiter Platz                                                      | Dritter Platz                                                        |
| 17. Dezember 2017 (So.)                           | Single-Mixed-Staffel (4 × 3 km + 1,5 km)          | RusslandKristina Reszowa Alexei Wolkow                                                            | FrankreichJulia Simon Émilien Jacquelin                            | UkraineJulija Schurawok Artem Pryma                                  |
| 17. Dezember 2017 (So.)                           | Mixed-Staffel (2 × 6 km + 2 × 7,5 km)             | NorwegenEmilie Ågheim Kalkenberg Karoline Knotten Vetle Sjåstad Christiansen Vegard Gjermundshaug | DeutschlandNadine Horchler Karolin Horchler David Zobel Roman Rees | FrankreichColine Varcin Myrtille Bègue Clément Dumont Aristide Bègue |

| Europameisterschaften in Ridnaun, 23.–28. Januar 2018 | Europameisterschaften in Ridnaun, 23.–28. Januar 2018 | Europameisterschaften in Ridnaun, 23.–28. Januar 2018                  | Europameisterschaften in Ridnaun, 23.–28. Januar 2018                                 | Europameisterschaften in Ridnaun, 23.–28. Januar 2018                                    |
| ----------------------------------------------------- | ----------------------------------------------------- | ---------------------------------------------------------------------- | ------------------------------------------------------------------------------------- | ---------------------------------------------------------------------------------------- |
| Datum                                                 | Disziplin                                             | Erster Platz                                                           | Zweiter Platz                                                                         | Dritter Platz                                                                            |
| 28. Januar 2018 (So.)                                 | Single-Mixed-Staffel (4 × 3 km + 1,5 km)              | NorwegenThekla Brun-Lie Vetle Sjåstad Christiansen                     | FrankreichJulia Simon Émilien Jacquelin                                               | Vereinigte StaatenSusan Dunklee Lowell Bailey                                            |
| 28. Januar 2018 (So.)                                 | Mixed-Staffel (2 × 6 km + 2 × 7,5 km)                 | UkraineJulija Schurawok Iryna Warwynez Artem Pryma Dmytro Pidrutschnyj | RusslandWiktorija Sliwko Anastassija Sagoruiko Jewgeni Garanitschew Alexander Loginow | NorwegenEmilie Ågheim Kalkenberg Kaia Wøien Nicolaisen Håvard Bogetveit Fredrik Gjesbakk |